# Daddala floccosa
Daddala floccosa là một loài bướm đêm trong họ Erebidae.